# 10089 Turgot
A 10089 Turgot (ideiglenes jelöléssel 1990 SS9) a Naprendszer kisbolygóövében található aszteroida. Eric Walter Elst fedezte fel 1990. szeptember 22-én.
Nevét Anne Robert Jacques Turgot (1727 – 1781) francia közgazdász után kapta.